# Faith Endurin'
Faith Endurin' è un film muto del 1918 diretto da Clifford Smith. La sceneggiatura si basa su The Blue Tattooing, racconto di Kenneth B. Clarke pubblicato su The Saturday Evening Post il 15 maggio 1915. Prodotto e distribuito dalla Triangle il film, considerato perduto, era interpretato da Roy Stewart, Will Jeffries, Fritzi Ridgeway, Joseph Bennett, Ed Brady, Walter Perkins.

## Trama
Amici di vecchia data, Jeff Flagg e Jim Lee si mettono in società avviando un'azienda per l'allevamento del bestiame ma, quasi subito, vanno a scontrarsi con i problemi che provocano nella zona le attività minerarie di un loro vicino, Ed Crane. Le difficoltà che nascono da questa vicinanza sono così gravi che Jim se ne va via, trasferendosi in un'altra città. Jeff, invece, resta lì, restando accanto a Helen, la fidanzata. Ma, per l'allevatore, le cose potrebbero finire molto male: quando Crane viene trovato morto, a venir subito sospettato dell'omicidio è proprio lui. In realtà, il minatore - che aveva cercato di recare violenza a Helen - è stato ucciso da Vic Dreyer, il fratello di Helen, corso in soccorso della sorella. Jeff, in fuga per salvarsi, è inseguito dallo sceriffo Sol Durkee, che spera di identificarlo da una cicatrice che ha sul suo braccio sinistro. Arrivato nella città dove vive adesso Jim, i due amici si ritrovano e, in una rissa nata durante una partita a poker, Jim spara al braccio di Jeff, facendo sparire la cicatrice. I due tornano a casa dove, finalmente, Vic confessa di aver ucciso lui Crane per difendere la sorella. Le accuse contro Jeff cadono. I due amici, tornati a lavorare insieme, trovano nei loro terreni una vena di rame che li fa diventare ricchi, permettendo a Jeff di sposare Helen.

## Produzione
Il film fu prodotto dalla Triangle Film Corporation.

## Distribuzione
Distribuito dalla Triangle Distributing, il film uscì nelle sale cinematografiche statunitensi il 17 marzo 1918.
Non si conoscono copie ancora esistenti della pellicola che viene considerata presumibilmente perduta.